# Trevor Immelman
Trevor Immelman (* 16. Dezember 1979 in Kapstadt) ist ein südafrikanischer ehemaliger Profigolfer, der auf der European Tour, der Sunshine Tour und der nordamerikanischen PGA Tour spielte. Er gehört zum Kreis der Major-Gewinner.

## Werdegang
Immelman begann mit fünf Jahren Golf zu spielen und hatte eine erfolgreiche Amateurlaufbahn. Er gewann 1997 die South African Amateur Championship, und im Jahr darauf die US Public Links Championship und die South African Amateur Stroke Play Championship.
Nach diesen hochwertigen Siegen wurde Immelman 1999 Berufsgolfer. In der Saison 2000 spielte er auf der europäischen Challenge Tour und qualifizierte sich als Zehnter der Jahreswertung für die European Tour. Dort belegte er bis 2005 dreimal einen Top 20 Platz in der European Tour Order of Merit. Er verbuchte drei Turniersiege und war 2004 der erste Golfer – seit Gary Player in den 1970er Jahren –, der seinen Titel bei der South African Open verteidigen konnte.
Im Jahre 2003 gewann Immelman gemeinsam mit seinem Landsmann Rory Sabbatini den WGC-World Cup für Südafrika. Er war 2005 und 2007 Mitglied des Internationalen Teams beim Presidents Cup. Daraufhin spielte er vermehrt auf der PGA Tour, für die Immelman als Presidents Cup Spieler die Teilnahmeberechtigung erlangt hatte. Im Juli 2006 erreichte er dort seinen ersten Sieg, bei den Cialis Western Open mit zwei Schlägen Vorsprung auf Tiger Woods. Im April 2008 gelang ihm sein größter Sieg beim US Masters in Augusta, einem der vier Major Turniere.
Verletzungsbedingt konnte Immelman nicht mehr an seine erfolgreichen Zeiten Mitte der 2000er Jahre anknüpfen und verlor zwischenzeitlich seine Berechtigung, auf den Profitouren zu spielen. Seit 2019 arbeitet Immelman als TV-Kommentator, seit 2023 ist er der lead golf analyst für NBCUniversal.
Sein Caddie während seiner aktiven Zeit war Neil Wallace, der vorher in den Diensten von Ernie Els stand.
Trevor Immelman ist seit 2003 mit seiner Frau Carminita verheiratet, hat ein Kind und Wohnsitze in Lake Nona, Florida und in Richmond, England.

## Turniersiege
- 2000: Vodacom Players Championship (Sunshine Tour), Tusker Kenyan Open (Challenge Tour)
- 2003: South African Open (European Tour and Sunshine Tour), Dimension Data Pro-Am (Sunshine Tour)
- 2004: South African Open (European Tour and Sunshine Tour), Deutsche Bank - SAP Open TPC of Europe (European Tour)
- 2006: Cialis Western Open (PGA Tour)
- 2007: Nedbank Golf Challenge (Sunshine Tour)
- 2008: The Masters Tournament (PGA Tour und European Tour)

Major Championships sind fett gedruckt.

## Resultate bei Major Championships
| Tournament            | 1999 | 2000 | 2001 | 2002 | 2003 | 2004 | 2005 | 2006 | 2007 | 2008 | 2009 | 2010 | 2011 | 2012 | 2013 | 2014 | 2015 | 2016 | 2017 | 2018 |
| --------------------- | ---- | ---- | ---- | ---- | ---- | ---- | ---- | ---- | ---- | ---- | ---- | ---- | ---- | ---- | ---- | ---- | ---- | ---- | ---- | ---- |
| The Masters           | 56   | DNP  | DNP  | DNP  | DNP  | CUT  | 5    | CUT  | T55  | 1    | T20  | T14  | T15  | 60   | T50  | CUT  | CUT  | CUT  | CUT  | CUT  |
| US Open               | DNP  | DNP  | DNP  | DNP  | CUT  | T55  | DNP  | T21  | CUT  | T65  | DNP  | CUT  | CUT  | CUT  | DNP  | DNP  | DNP  | DNP  | DNP  | DNP  |
| The Open Championship | DNP  | DNP  | DNP  | DNP  | T53  | T42  | T15  | DNP  | T60  | T19  | DNP  | T23  | T38  | CUT  | DNP  | DNP  | DNP  | DNP  | DNP  | DNP  |
| PGA Championship      | DNP  | DNP  | DNP  | DNP  | T48  | T37  | T17  | T34  | T6   | CUT  | DNP  | CUT  | T12  | T27  | DNP  | DNP  | DNP  | DNP  | DNP  | DNP  |

| Turnier               | 2019 |
| --------------------- | ---- |
| The Masters           | T51  |
| PGA Championship      | DNP  |
| US Open               | DNP  |
| The Open Championship | DNP  |

LA= Bester Amateur

DNP = nicht teilgenommen

CUT = Cut nicht geschafft

„T“ geteilte Platzierung

KT = Kein Turnier (Ausfall wegen Covid-19)

Grüner Hintergrund für Sieg

Gelber Hintergrund für Top 10.

## Teilnahmen in Teambewerben
Amateur
- Eisenhower Trophy (für Südafrika): 1998

Professional
- World Cup (für Südafrika): 2003 (Sieger), 2004, 2007
- Presidents Cup (Internationales Team): 2005, 2007